# Леон Ману
Леон (Лев) Юліян Ману (рум. Leon Manu; 7 квітня 1883, Кеяну-Маре — 14 лютого 1959, Герла) — румунський церковний діяч, священник-василіянин з Румунської Провінції святих апостолів Петра і Павла, директор василіянської друкарні в Біксаді. Жертва комуністичного режиму. Слуга Божий.

## Життєпис
Народився 7 квітня 1883 року в Кеяну-Маре (тоді в складі Австро-Угорщини). Мав рідного брата Димитрія (рум. Dumitru Man), депутата Народно-Селянської Партії.
Вступив до Василіянського Чину в 1903 році, 24 листопада 1906 року склав вічні обіти і 16 грудня того ж року був висвячений на священника. У 1909 році отримав призначення на посаду магістра новіціяту в Маріапоч, але як румунський патріот, без дозволу настоятелів, почав займатися політикою, за що був суспендований. Після цього переховувався у монастирі в Прислопі, де розпочав видавати румунський гомілетично-пасторальний тримісячник «Слово правди» (рум. Cuvântul Adevarului) і допомагав на парафіях. Упродовж 1920—1930 років працював у Сполучених Штатах Америки.
17 жовтня 1931 року ще раз вступив до Василіянського Чину до провінції св. Миколая на Закарпатті, а новіціят проходив у Крехівському монастирі. Повернувшись до Біксаду, став директором друкарні, а 23 березня 1934 року був призначений ігуменом монастиря в селі Мойсей (нині комуна Мойсей в повіті Марамуреш). 20 серпня 1936 року став ігуменом новозаснованого василіянського монастиря в с. Нікула. Коли в 1937 році для румунських василіян була утворена окрема провінція святих апостолів Петра і Павла, о. Леона Ману обрали до першої провінційної ради. Упродовж 1932—1940 років продовжував редагувати журнал «Слово правди». У 1946 році знову був обраний на уряд провінційного радника та отримав призначення на посаду ігумена монастиря в місті Клуж (тепер Клуж-Напока).
Восени 1948 року комуністична влада в Румунії ліквідувала Румунську Греко-Католицьку Церкву і закрила всі василіянські монастирі. Леон Ману пішов у підпілля і фактично перебрав провід своїх співбратів, та незабаром був арештований.
Помер 14 лютого 1959 року у в'язниці в місті Герла.

## Беатифікаційний процес
13 березня 2018 року в єпархії Клуж-Ґерли розпочалася єпархіальна стадія беатифікаційного процесу о. Леона Ману, ЧСВВ. Єпархіальний етап беатифікаційного процесу Слуги Божого о. Леона Ману завершився 16 лютого 2025 року. Зібрані матеріали беатифікації передані до Дикастерії у справах визнання святих для ініціювання римської стадії процесу.